# Bahnhof Sarnau
Der Bahnhof Sarnau ist ein Bahnhof am Streckenkilometer 85,0 der Oberen Lahntalbahn und gleichzeitig Endpunkt der Burgwaldbahn am Streckenkilometer 100,9. Am 3. Juli 2010 wurde der Personenverkehr aufgelassen, da ein ortsnaher Haltepunkt an der Oberen Lahntalbahn gebaut wurde. Seitdem dient der Bahnhof als Betriebsbahnhof.

## Geschichte
Nachdem der Güterverkehr auf der Oberen Lahntalbahn am 19. März 1883 zwischen Cölbe und Laasphe aufgenommen wurde, wurde dieser Streckenabschnitt am 2. April 1883 auch für den Personenverkehr freigegeben. Gleichzeitig erfolgte damit die Eröffnung des Bahnhofs Sarnau, als einer von ehemals acht Bahnhöfen der Strecke. Damit wurde nicht nur Sarnau, sondern auch Lahntal-Göttingen, die beide bis 1. Juli 1974 selbständige Gemeinden waren, an das öffentliche Eisenbahnnetz angeschlossen. Der Bahnhof hat die Besonderheit, dass er zwar im Ortsgebiet von Sarnau, jedoch näher zum Ortszentrum von Lahntal-Göttingen liegt.
Mit der 1911 eröffneten, im Bahnhof Wallau (Lahn) abzweigenden Scheldetalbahn (Bahnstrecke Wallau–Dillenburg), sowie der durchgängigen Eröffnung der oberen Lahntalbahn bis Erndtebrück im Herbst 1889 wuchs auch die Bedeutung des Bahnhofs Sarnau. Endgültige Bedeutung erlangte der Bahnhof Sarnau jedoch als Endpunkt der am 1. Juli 1890 eröffneten Burgwaldbahn (Bahnstrecke Frankenberg–Sarnau). Sarnau wurde damit zum Trennungsbahnhof.
Anfänglich wurde der Personenverkehr gut in Anspruch genommen, doch gingen die Beförderungszahlen mit Zunahme des Kraftwagenverkehrs immer mehr zurück. Im Güterverkehr erlangte der Bahnhof Bedeutung durch Holzverladungen aus dem Burgwald, doch fiel auch dieser zunehmend dem Lkw-Verkehr zum Opfer.
Seit der Zeit des Zweiten Weltkrieges war der Bahnhof Sarnau durch Eilzüge auch an den Fernverkehr (Warburg (Westf)–Marburg (Lahn)) angeschlossen. Die seit Beginn der 1950er bis in die späten 1970er Jahre verkehrenden sogenannten Heckeneilzüge hatten auf der Oberen Lahntalbahn den Zuglauf Frankfurt (Main)-Köln über Marburg (Lahn)-Erndtebrück-Kreuztal-Siegen-Betzdorf (Sieg)-Au (Sieg), auf der Burgwaldbahn Bremen-Frankfurt (Main) über Rahden–Bünde–Bielefeld–Paderborn–Brilon Wald–Korbach–Marburg, zeitweise mit leicht veränderten Zugläufen. Am 25. April 1945 wurde im Bahnhof Sarnau ein Munitionszug angegriffen, bei dem ein naheliegendes Gasthaus samt Nebengebäude völlig zerstört wurde.
Nachdem die Kurhessenbahn ab 1. Januar 2002 einige Nebenstrecken in Hessen und Nordrhein-Westfalen auf die Dauer von 20 Jahren von der DB Netz AG gepachtet hat, werden die Obere Lahntalbahn und die Burgwaldbahn seitdem von dieser im Rahmen des Rhein-Main-Verkehrsverbundes (RMV) betrieben. Damit sollte zumindest bis 2022 der Personennahverkehr gesichert sein. Durch verschiedene Maßnahmen wurde der Betrieb rationeller und damit kostengünstiger gestaltet. Eine dieser Rationalisierungsmaßnahmen betraf auch den Bahnhof Sarnau: Am 4. Juli 2010 wurde der Bahnhof für den Personenverkehr aufgelassen und durch den Haltepunkt Lahntal-Sarnau ersetzt, der nun näher am Ortskern liegt.

## Bahnanlagen

### Empfangsgebäude
Das Empfangsgebäude wurde erst vor wenigen Jahren vollkommen renoviert und restauriert, es erscheint nun im Stil der Zeit der Bahneröffnung. Das Gebäude wird nicht mehr für Zwecke des Bahnbetriebs verwendet.

### Gleise
In seiner größten Ausbauphase verfügte der Bahnhof Sarnau über neun nebeneinander liegende Gleise. An den beiden Mittelbahnsteigen, die durch eine östlich des Empfangsgebäudes angeordnete Bahnsteigunterführung erreicht werden konnten, lagen die Gleise 3 und 4 am nördlichen und die Gleise 7 und 9 am südlichen Bahnsteig. Das Gleis 9 wurde allerdings bereits in den 1950er Jahren abgebaut, es ist auf einem offiziellen Lageplan mit dem Stand vom 1. Januar 1958 bereits nicht mehr dargestellt. Zu dieser Zeit konnte aus Richtung Marburg und Biedenkopf in alle Bahnsteiggleise eingefahren werden, während aus Richtung Frankenberg (Eder) nur die Gleise 3 und 4 erreichbar waren. Während diese Hauptgleise Nutzlängen von zwischen 455 und 524 Metern hatten, waren die beiden Bahnsteige 165 Meter lang. Gleis 1 war ein 152 Meter langes Ladegleis an der Ladestraße westlich des Hauptgebäudes, Gleis 2 ein 125 Meter langes Aufstellgleis für Güterwagen. Bis in die 1990er Jahre erfolgen weitere Rückbauten. Mit der Auflassung des Personenverkehrs im Jahr 2010 wurden die Grasbahnsteige des alten Bahnhofs abgetragen und die Unterführung verfüllt. Damit weiterhin Zugkreuzungen durchgeführt werden können, blieben drei Hauptgleise bestehen und Sarnau wurde zum Betriebsbahnhof. Er war mit Ein- und Ausfahr-Formsignalen für alle Gleise ausgestattet. Zwischen Juli und November 2020 erfolgt ein Umbau des Bahnhofs mit Ersatz der Formsignale durch Lichtsignale und der Verlegung eines Gleisabschnitts der Burgwaldbahn wegen des Baus einer Ortsumgehung.

### Stellwerk
Der Bahnhof Sarnau verfügte über zwei Stellwerke: Das Stellwerk Sr war in einem kleinen Anbau an das Empfangsgebäude untergebracht, das Stellwerk Sw befand sich ursprünglich auf der nördlichen Seite der Bahnanlagen. Das heute vorhandene Stellwerk Sf entstand in den 1930er Jahren und ersetzte das alte Stellwerk Sw, zunächst auch mit dieser Bezeichnung. Es steht im Streckenkilometer 94,5 der Oberen Lahntalbahn in der Gabelung der Bahnstrecken. Die Bezeichnung Sf trug es seit der Auflösung des Stellwerks Sr im Empfangsgebäude und der Vereinigung aller Bedienungseinrichtungen in diesem Stellwerk. Es beherbergte eine Hebelbank der Bauart Jüdel und bediente neben den fünf Weichen und drei Einfahrsignalen auch die sechs ca. 1971 aufgestellten Ausfahrsignale.
Im Zuge des Baus der Ortsumgehung Göttingen wurde das Stellwerksgebäude im Juli 2020 abgerissen, da es dem Bau einer Brücke im Wege stand. Seine Funktion übernahm ein elektronisches Stellwerk, das vom Bahnhof Friedensdorf aus ferngestellt wird.

## Neuer Haltepunkt Lahntal-Sarnau
Nachdem am 3. Juli 2010 der letzte Personenzug den Bahnhof verlassen hatte, wurde am Folgetag der Haltepunkt Lahntal-Sarnau eröffnet. Er liegt am Streckenkilometer 84,0 der Oberen Lahntalbahn und wird der Preisklasse 6 zugeordnet.
Der Haltepunkt wird – wie zuletzt auch der alte Bahnhof – nur von den Zügen der Oberen Lahntalbahn bedient. Der Verkehr wird von der DB-Tochter Kurhessenbahn als Linie RB 94 durchgeführt. In der Fahrplanperiode 2019 halten von Montag bis Samstag Regionalbahnen im Stundentakt bis etwa 20.30 Uhr, sonntags wird ein Zweistundentakt angeboten; an Sonntagen von Mai bis Oktober verkehren einige zusätzliche Ausflugszüge.
| Linie | Verlauf | Takt                                      |
| ----- | --- | ----------------------------------------- |
| RB 94 | Obere Lahntalbahn: Marburg (Lahn) – Cölbe – Lahntal-Sarnau – Goßfelden – Sterzhausen – Caldern – Buchenau (Lahn) – Friedensdorf (Lahn) – Wilhelmshütte (Lahn) – Biedenkopf – Biedenkopf Campus – Wallau (Lahn) – Bad Laasphe-Niederlaasphe – Bad Laasphe – Feudingen – Oberndorf (Wittgenstein) – Leimstruth – Schameder – Erndtebrück ( – Hilchenbach – Kreuztal – Siegen Hbf – Betzdorf (Sieg)) (2 Zugpaare Samstags von/bis Betzdorf) Stand: Fahrplanwechsel Dezember 2021 | 120 min 60 min (Marburg–Laasphe werktags) |